# Grand Prix Formule 1 van Zwitserland 1952
De Grand Prix Formule 1 van Zwitserland 1952 werd gehouden op 18 mei op het stratencircuit van Bremgarten in Bremgarten. Het was de eerste race van het seizoen.

## Uitslag
| Pos. | Nr. | Coureur                 | Constructeur          | Rondes | Tijd / Oorzaak uitval | Grid | Punten |
| ---- | --- | ----------------------- | --------------------- | ------ | --------------------- | ---- | ------ |
| 1    | 30  | Piero Taruffi           | Ferrari               | 62     | 3:01:46.1             | 2    | 9S     |
| 2    | 42  | Rudolf Fischer          | Ferrari               | 62     | +2:37.2               | 5    | 6      |
| 3    | 6   | Jean Behra              | Gordini               | 61     | +1 Ronde              | 7    | 4      |
| 4    | 22  | Ken Wharton             | Frazer-Nash-Bristol   | 60     | +2 Rondes             | 13   | 3      |
| 5    | 26  | Alan Brown              | Cooper-Bristol        | 59     | +3 Rondes             | 15   | 2      |
| 6    | 38  | Toulo de Graffenried    | Maserati-Platé        | 58     | +4 Rondes             | 8    |        |
| 7    | 44  | Peter Hirt              | Ferrari               | 56     | +6 Rondes             | 19   |        |
| 8    | 24  | Eric Brandon            | Cooper-Bristol        | 55     | +7 Rondes             | 17   |        |
| NF   | 10  | Prince Bira             | Simca-Gordini-Gordini | 52     | Motor                 | 11   |        |
| NF   | 32  | André Simon Nino Farina | Ferrari               | 51     | Magneet               | 4    |        |
| NF   | 40  | Harry Schell            | Maserati-Platé        | 31     | Motor                 | 18   |        |
| WD   | 46  | Stirling Moss           | HWM-Alta              | 24     | Teruggetrokken        | 9    |        |
| WD   | 20  | Lance Macklin           | HWM-Alta              | 24     | Teruggetrokken        | 12   |        |
| NF   | 8   | Robert Manzon           | Gordini               | 20     | Radiator              | 3    |        |
| NF   | 28  | Nino Farina             | Ferrari               | 16     | Magneet               | 1    |        |
| NF   | 18  | Peter Collins           | HWM-Alta              | 12     | Aandrijving           | 6    |        |
| NF   | 16  | George Abecassis        | HWM-Alta              | 12     | Aandrijving           | 10   |        |
| NF   | 2   | Hans Stuck              | AFM-Kuchen            | 4      | Motor                 | 14   |        |
| NF   | 4   | Toni Ulmen              | Veritas-BMW           | 4      | Benzinelek            | 16   |        |
| NF   | 12  | Louis Rosier            | Ferrari               | 2      | Ongeluk               | 20   |        |
| NF   | 50  | Max de Terra            | Simca-Gordini-Simca   | 1      | Magneet               | 21   |        |

## Statistieken
| Pole-position | Nino Farina   | Ferrari | 2:47.5 |
| Snelste ronde | Piero Taruffi | Ferrari | 2:49.1 |

## Noot
- Dit was het debuut voor de Britse coureurs Lance Macklin, Ken Wharton, Alan Brown, Eric Brandon en (toekomstig Grand Prix-winnaar) Peter Collins; voor de Duitse coureur Toni Ulmen en de Zwitserse coureur Max de Terra.
- Eerste snelste ronde, rondes als raceleider en Grand Prix-winst voor Piero Taruffi.
- Eerste podiumplaats voor Jean Behra en Rudolf Fischer en voor een Zwitserse coureur.
- Vijfde pole position voor een Italiaanse coureur.

1934 · 1935 · 1936 · 1937 · 1938 · 1939 · 1947 · 1948 · 1949 · 1950 · 1951 · 1952 · 1953 · 1954 · 1975 · 1982